# Vacqueville
Vacqueville är en kommun i departementet Meurthe-et-Moselle i regionen Grand Est (tidigare regionen Lorraine) i nordöstra Frankrike. Kommunen ligger i kantonen Baccarat som tillhör arrondissementet Lunéville. År 2022 hade Vacqueville 222 invånare.

## Befolkningsutveckling
Antalet invånare i kommunen Vacqueville
| Referens: INSEE |